# Segunda División de Chile 1954
El Campeonato Nacional de Fútbol de la Segunda División de 1954 fue el tercer torneo disputado de la segunda categoría del fútbol profesional chileno. Contó con la participación de diez equipos, tres más que la temporada anterior. 
En esta edición del torneo hicieron su debut en el profesionalismo Alianza de Curicó, La Cruz de Valparaíso, Unión La Calera y Universidad Técnica. Además, Instituto O'Higgins se fusionó con Braden al comienzo del campeonato, formando así al O'Higgins Braden de Rancagua.
El torneo se jugó en dos rondas con un sistema de todos contra todos y el campeón fue el mismo O'Higgins Braden que el 17 de abril del año siguiente se fusionó con el América de la misma ciudad para así participar de la Primera División de 1955.
En la parte baja de la tabla de posiciones se ubicó La Cruz, equipo que volvió a su asociación de origen, siendo la única vez que participó en el profesionalismo.
Maestranza Central (por motivos desconocidos) estuvo en receso durante 1954. Pese a esto, el club volvió a disputar el torneo en el año siguiente.

## Movimientos divisionales
| Pos | a Primera División de Chile 1954 |
| --- | -------------------------------- |
| -   | -                                |

| Pos | a Segunda División de Chile 1954 |
| --- | -------------------------------- |
| 1º  | Alianza                          |
| 2º  | La Cruz                          |
| 3º  | Deportes La Calera               |
| 4º  | U.T.E                            |

| Pos | Asociación de Origen |
| --- | -------------------- |
| -   | -                    |

| Pos | Abandono de la Competencia. |
| --- | --------------------------- |
| 1º  | Maestranza Central          |

## Equipos participantes
| Equipo             | Ciudad            |
| ------------------ | ----------------- |
| Alianza            | Curicó            |
| América            | Rancagua          |
| Deportes La Calera | La Calera         |
| La Cruz            | Valparaíso        |
| O'Higgins Braden   | Rancagua          |
| San Luis           | Quillota          |
| Santiago National  | Santiago de Chile |
| Thomas Bata        | Peñaflor          |
| Trasandino         | Los Andes         |
| U.T.E              | Santiago de Chile |

## Tabla final
| Pos | Equipo              | PJ | PG | PE | PP | GF | GC | Dif | Pts |
| --- | ------------------- | -- | -- | -- | -- | -- | -- | --- | --- |
| 1   | O'Higgins Braden    | 18 | 12 | 6  | 0  | 62 | 24 | 38  | 30  |
| 2   | América             | 18 | 10 | 5  | 3  | 43 | 25 | 18  | 25  |
| 3   | Thomas Bata         | 18 | 10 | 4  | 4  | 56 | 30 | 26  | 24  |
| 4   | San Luis            | 18 | 11 | 2  | 5  | 35 | 23 | 12  | 24  |
| 5   | Trasandino          | 18 | 9  | 2  | 7  | 44 | 37 | 7   | 20  |
| 6   | Alianza             | 18 | 7  | 6  | 5  | 35 | 34 | 1   | 20  |
| 7   | Deportes La Calera  | 18 | 4  | 4  | 10 | 33 | 43 | -10 | 12  |
| 8   | Universidad Técnica | 18 | 4  | 3  | 11 | 30 | 50 | -20 | 11  |
| 9   | Santiago National   | 18 | 4  | 2  | 12 | 26 | 54 | -28 | 10  |
| 10  | La Cruz             | 18 | 1  | 2  | 15 | 25 | 69 | -44 | 4   |

PJ=Partidos jugados; PG=Partidos ganados; PE=Partidos empatados; PP=Partidos perdidos; GF=Goles a favor; GC=Goles en contra; Dif=Diferencia de gol; Pts=Puntos
|  | Campeón. Asciende a Primera División |
|  | Desciende a su Asociación de origen  |